# Uithuiszetting

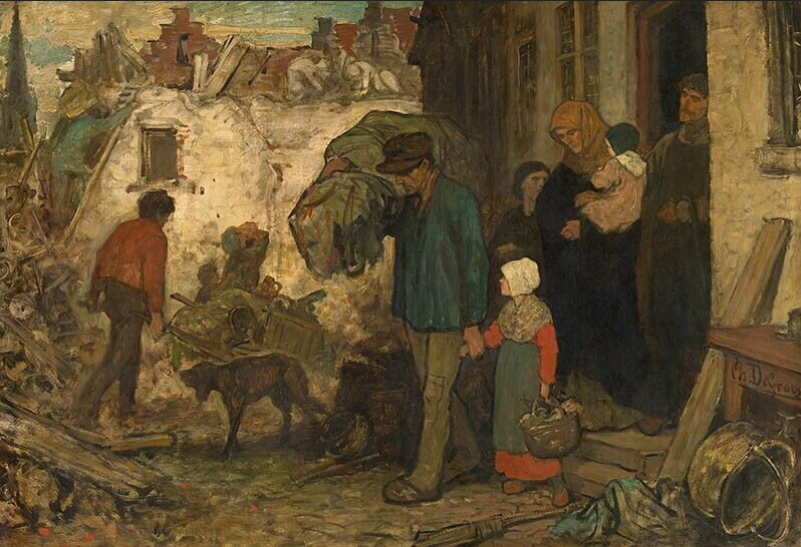
De uitdrijving van Charles de Groux

Een uithuiszetting is het uitzetten van een huurder uit een huurpand door de huisbaas. De voorwaarden om een huurder uit huis te kunnen zetten verschillen per jurisdictie.

## Uithuiszetting per jurisdictie

### Nederland
Uithuiszetting in Nederland uit een huurwoning vindt veelal plaats wegens verregaande huurachterstand, zich niet houden aan de regels van het huurcontract, (geluids-)overlast veroorzaken, wietteelt, of illegale onderverhuur. Aangezien iedereen recht heeft op een woning, kunnen hierna de fasen van (her-)huisvesting, maatschappelijke opvang, opvang voor dak- en thuislozen, curatele en bewindvoering volgen.
In het geval van een koopwoning kan huisuitzetting volgen als de eigenaar zich niet houdt aan de regels van de hypotheekverstrekker, die immers de woning als onderpand heeft. Hierbij valt te denken aan: niet tijdig de betalingen verrichten, slecht onderhouden van de woning, illegaal verhuren, illegaal verbouwen van de woning, of gedwongen verkoop van de woning door de hypotheekverstrekker.

#### Fasen van de uitzetting
Een uithuiszetting bestaat uit de volgende fasen:

##### Huurachterstand
Hierbij wordt de huurder vaak een tweede kans geboden om een betalingsregeling aan te gaan en/of via de gemeentelijke instanties maatregelen te treffen en door hulp aan te bieden.

##### Deurwaarder/incasso
De huurder kan in deze fase het beste met de deurwaarder afspraken maken om verdere escalatie te voorkomen. Ook kan de huurder door professionele hulpverleners advies en voorlichting krijgen over bijvoorbeeld juridische bijstand.

##### Vonnis
Via een gerechtelijke procedure vraagt de corporatie ontbinding van het huurcontract en ontruiming van de woning aan. Hierbij toetst de rechter de rechtmatigheid van de ontbinding van de overeenkomst. In de meerderheid van de gevallen wordt toch nog een oplossing gevonden.
Als er van een daadwerkelijke ontruiming sprake is, komen er nieuwe vraagstukken aan de orde. Dit kan blijken uit de verschillende werkwijzen van corporaties, gemeenten, buurten en wijken om aan herhuisvesting te komen. Tevens speelt de vraag mee van kosten die hiermee weer gepaard gaan.

##### Na de uithuiszetting
De gevolgen voor de huurder kunnen erg groot zijn, zoals het uiteenvallen van het gezin: ten gevolge van dakloosheid nemen de maatschappelijke kosten fors toe bij (her)huisvesting, noodhuisvesting, opvang van dak- en thuislozen.

### Vlaanderen
In het Vlaams Gewest kan een uithuiszetting enkel plaatsvinden wanneer de verhuurder een 'uitvoerbare titel' heeft. Dat is doorgaans een vonnis van het vredegerecht dat de huurovereenkomst beëindigt en de uithuiszetting beveelt. Zo'n vonnis kan uitgesproken worden na een (gefaalde) verzoeningspoging door de vrederechter. Een maand na de betekening van het vonnis door een gerechtsdeurwaarder kan de gerechtsdeurwaarder overgaan tot de uithuiszetting. Het OCMW wordt op de hoogte gebracht als een huurder uit zijn woning dreigt gezet te worden. Bij een uithuiszetting maakt de deurwaarder een lijst van alle meubels, die op kosten van de huurder vervoerd worden naar een plaats die de huurder kiest. Kiest de huurder geen opslagplaats, dan wordt alles meegenomen naar een depot van de stad of gemeente. De huurder kan zijn spullen daar tegen een kostprijs ophalen tot 6 maanden na uithuiszetting.
Het aantal opgestarte uithuiszettingsprocedures is aanzienlijk toegenomen sinds 2008. Het overgrote deel doet zich voor op de private huurmarkt. Elke week worden er 250 procedures ingeleid, waarvan er (afhankelijk van de bron) 30 tot 90% resulteren in een effectieve uithuiszetting. Veel bewoners verlaten hun woning nog voor er een uitspraak is. Jonge koppels en alleenstaande mannen worden vaker uit huis gezet in Vlaanderen. Slechts 1 op de 5 betrokkenen heeft een inkomen uit werk. In 1 op de 4 procedures zijn kinderen betrokken.